# Alan Grint
Alan Grint est un réalisateur britannique.

## Filmographie

### Téléfilm
- 1987 : Le Jardin secret (en) (The Secret Garden)
- 1989 : L'Homme au complet marron (The Man in the Brown Suit)
- 1990 : The World of Eddie Weary
- 1996 : Circles of Deceit: Sleeping Dogs

### Série télévisée
- 1973 : Crown Court (en) (3 épisodes)
- 1973-1974 : Sam (3 épisodes)
- 1973-2014 : Coronation Street (66 épisodes)
- 1974 : Village Hall (en) (1 épisode)
- 1975 : The Nearly Man (en) (1 épisode)
- 1975 : The Stars Look Down (en) (mini série, 4 épisodes)
- 1976 : Victorian Scandals (1 épisode)
- 1977 : This Year Next Year (6 épisodes)
- 1977 : The XYY Man (en) (3 épisodes)
- 1978 : Send in the Girls (1 épisode)
- 1978 : ITV Sunday Night Drama (1 épisode)
- 1978 : A Horseman Riding By (3 épisodes)
- 1979 : Hazell (en) (1 épisode)
- 1980 : Play for Today (1 épisode)
- 1980 : The Sandbaggers (en) (1 épisode)
- 1980-1981 : Cribb (en) (3 épisodes)
- 1981 : My Father's House (5 épisodes)
- 1982 : Love Is Old, Love Is New (4 épisodes)
- 1982 : Brookside
- 1983 : Bergerac (1 épisode)
- 1983 : Jemima Shore Investigates (5 épisodes)
- 1984-1985 : Les Aventures de Sherlock Holmes (The Adventures of Sherlock Holmes) (4 épisodes)
- 1986 : Lost Empires (en) (mini série)
- 1990-1991 : Chancer (en) (9 épisodes)
- 1992 : Spender (en) (1 épisode)
- 1993 : Heartbeat (en) (1 épisode)
- 1993-2001 : Médecins de l'ordinaire (en) (33 épisodes)
- 1995 : Inspecteur Wexford (The Ruth Rendell Mysteries) (3 épisodes)
- 1995 : Soldier Soldier (en) (3 épisodes)
- 1998 : The Round Tower
- 1998 : Colour Blind (mini série, 2 épisodes)
- 1999 : Tilly Trotter (mini série, 4 épisodes)
- 2000 : The Secret (mini série)
- 2000 : A Dinner of Herbs (mini série, 5 épisodes)
- 2004-2008 : Hollyoaks (6 épisodes)
- 2005 : Hollyoaks: Let Loose (2 épisodes)
- 2007 : The Bill (2 épisodes)
- 2007 : Inspecteurs associés (Dalziel and Pascoe) (2 épisodes)
- 2008-2009 : Lark Rise to Candleford (en) (4 épisodes)
- 2009 : Casualty (6 épisodes)

## Distinctions

### Nominations
- British Soap Awards 2007 : Scène la plus spectaculaire de l'année pour Hollyoaks